# Municipio de Linn (condado de Osage)
El municipio de Linn (en inglés: Linn Township) es un municipio ubicado en el condado de Osage en el estado estadounidense de Misuri. En el año 2010 tenía una población de 2202 habitantes y una densidad poblacional de 11,46 personas por km².

## Geografía
El municipio de Linn se encuentra ubicado en las coordenadas 38°32′36″N 91°55′37″O / 38.54333, -91.92694. Según la Oficina del Censo de los Estados Unidos, el municipio tiene una superficie total de 192.22 km², de la cual 187,98 km² corresponden a tierra firme y (2,2 %) 4,23 km² es agua.

## Demografía
Según el censo de 2010, había 2202 personas residiendo en el municipio de Linn. La densidad de población era de 11,46 hab./km². De los 2202 habitantes, el municipio de Linn estaba compuesto por el 99,46 % blancos, el 0,09 % eran asiáticos y el 0,45 % eran de una mezcla de razas. Del total de la población el 0,23 % eran hispanos o latinos de cualquier raza.